# Frons kommun
Frons kommun (norska: Fron kommune) var en kommun i Oppland fylke i Norge. Tätorten Hundorp utgjorde kommunens centralort.

## Administrativ historik
Frons kommun upprättades den 1 januari 1838 (som Fron formannskapsdistrikt) när Formannskapslovene från 1837 trädde i kraft. Kommunen hade då en omfattning motsvarande de nuvarande kommunerna Nord-Fron och Sør-Fron samt en del av nuvarande Sels kommun (Sjoa-området).
1851 delades kommunen i två och de båda kommunerna Nord-Fron respektive Sør-Fron bildades. Den gamla kommunen hade vid delningen totalt 8 106 invånare.
Den 1 januari 1965 överfördes ett bebott område (Sjoa-området med 413 invånare) från Nord-Frons kommun till Sels kommun.
Den 1 januari 1966 återupprättades Frons kommun på nytt när de tidigare uppdelade kommunrna Nord-Fron och Sør-Fron slogs samman igen. Kommunen hade 9 406 invånare vid återupprättandet.
Den 1 januari 1977 delades kommunen åter igen i två och de båda kommunerna Nord-Fron respektive Sør-Fron återupprättades. Den gamla kommunen hade då vid delningen totalt 9 640 invånare.